# بخش برد (شهرستان براون، اوهایو)
بخش برد (به انگلیسی: Byrd Township) یک منطقهٔ مسکونی در ایالات متحده آمریکا است که در شهرستان براون، اوهایو واقع شده‌است.
 بخش برد ۶۵٫۵۶ کیلومتر مربع مساحت و ۷۳۹ نفر جمعیت دارد و ۲۸۱ متر بالاتر از سطح دریا واقع شده‌است.